# Jorge Larrañaga
Pour les articles homonymes, voir Larranaga.
Jorge Washington Larrañaga Fraga (né le 8 août 1956 à Paysandú, Uruguay et mort le 22 mai 2021) est un avocat uruguayen, membre du Parti national. De 2020 a 2021, il est ministre de l'Intérieur.
Il est candidat à la vice-présidence pour le Parti national lors des élections générales de 2009. Réélu sénateur en 2009, il dirige au sein du Parti blanco la tendance Alliance nationale, plus centriste que le secteur de Luis Alberto Lacalle.

## Biographie
Jorge Larrañaga a été maire de Paysandú entre 1990 et 1999. Élu cette année sénateur du Parti national (blanco), sur les listes d'Alliance nationale, il a été candidat à la présidence de l'Uruguay pour celui-ci lors des élections de 2004, avec comme colistier Sergio Abreu. Alors soutenu par le Courant wilsoniste du Parti blanco, il arriva deuxième à ces élections, derrière le candidat du Front large, Tabaré Vázquez. Représentant d'une aile centriste par rapport à la ligne néolibérale plus dure incarnée par son colistier et rival, candidat à la présidence en 2009, Luis Alberto Lacalle, il a présidé de 2004 à 2008 le Directoire du Parti national. Sa formule arrivant deuxième, derrière celle du Front large menée par José Mujica, Larrañaga a toutefois été réélu sénateur lors de ces élections.
Larrañaga a trois enfants de son premier mariage, et un autre de son second mariage. Il étudie le droit à l'Université de la République, se spécialisant en droit civil et du travail, et exerçant jusqu'à 1990.